# 科蒂尼奥拉
科蒂尼奥拉是意大利艾米利亚-罗马涅大区拉韦纳省的一个镇，面积35.0平方公里，2010年人口7,414人。

## 友好城市
- 德国许特林根